# Neoclanis virgo
Neoclanis virgo är en fjärilsart som beskrevs av John Obadiah Westwood 1881. Neoclanis virgo ingår i släktet Neoclanis och familjen svärmare. Inga underarter finns listade i Catalogue of Life.